# Adoretus vethi
Adoretus vethi är en skalbaggsart som beskrevs av Ohaus 1914. Adoretus vethi ingår i släktet Adoretus och familjen Rutelidae. Inga underarter finns listade i Catalogue of Life.